# جون أ. مكارثي
جون أ. مكارثي (بالإنجليزية: John McCarthy) هو دبلوماسي أسترالي، ولد في 20 أكتوبر 1947 في باركس في أستراليا.